# (32052) Diyamathur
2000 JJ37 (asteroide 32052) é um asteroide da cintura principal. Possui uma excentricidade de 0.01905140 e uma inclinação de 6.49423º.
Este asteroide foi descoberto no dia 7 de maio de 2000 por LINEAR em Socorro.